# Station Tagogapu
Tagog Apu is een spoorwegstation in de Indonesische provincie West-Java.

## Bestemmingen
- Kiansantang naar Station Kiaracondong en Station Cianjur